# Amphinemura exigua
Amphinemura exigua is een steenvlieg uit de familie beeksteenvliegen (Nemouridae). De wetenschappelijke naam van de soort is voor het eerst geldig gepubliceerd in 1977 door Zwick.